# Promachus scalaris
Promachus scalaris là một loài ruồi trong họ Asilidae. Promachus scalaris được Loew miêu tả năm 1858.